# Ovanåker (plaats)
Ovanåker is een plaats in de gemeente Ovanåker in het landschap Hälsingland en de provincie Gävleborgs län in Zweden. De plaats heeft 227 inwoners (2005) en een oppervlakte van 71 hectare. De plaats is de naamgever aan de gemeente Ovanåker, het is echter niet de hoofdplaats van deze gemeente.
De naam van de plaats en de gemeente zijn afgeleid van die van de parochie Ovanåker, die in 1542 voor het eerst als Offuanååker beschreven is. De huidige kerk van Ovanåker stamt uit het jaar 1621.
Ovanåker is de geboorteplaats van de astronoom Anders Celsius die de Celsius-temperatuurschaal bedacht. Zijn achternaam is de gelatiniseerde vorm van de naam van de pastorie Högen in Ovanåker.